# 開眼寺
開眼寺（かいげんじ）は、長野県千曲市にある臨済宗妙心寺派の寺院。山号は恵日山。本尊は聖観世音菩薩。信濃三十三観音霊場第13番札所。

## 歴史
江戸時代の慶安4年（1651年）龍天宗登が開創した。本堂の北向大悲閣は万治3年（1660年）に信濃和田氏の末裔が堂宇を立て、元禄4年（1691年）に2世祖英和尚が現在地に移築し、文化12年（1829年）に改修された。
本尊の聖観世音菩薩と脇侍の阿弥陀如来と地蔵菩薩はいずれも一木造りの全身金色像で、江戸時代に京の仏師の手になるものである。本尊は秘仏で「日不見の観音」と呼ばれ、信濃三十三観音霊場の第13番の札所本尊の観音として信仰を集めている。現在でも毎年8月3日に開帳されている。

## 伽藍
- 本堂（大悲閣）
- 庫裏

## 御詠歌
開眼寺
後ろは山に　
前はよし　
北を流るる　
志川なるらん